# Комана (окръг Гюргево)
 Тази статия е за селото в Окръг Гюргево.  За други значения вижте Комана (пояснение).  
Комана (на румънски: Comana) е село в южна Румъния, административен център на община Комана в окръг Гюргево. Населението му е около 2 220 души (2002).
Разположено е на 52 m надморска височина в Долнодунавската равнина, на 35 km североизточно от град Гюргево и на 28 km южно от центъра на столицата Букурещ. Близо до селото река Няжлов се влива в Арджеш. В Комана живеят значителен брой цигани – около 24% от населението.